# Пиова Масая
Пиова̀ Маса̀я (на италиански: Piovà Massaia; на пиемонтски: Piovà, Пиова) е село и община в Северна Италия, провинция Асти, регион Пиемонт. Разположено е на 300 m надморска височина. Населението на общината е 684 души (към 2010 г.).